# Nikolai Ogarkov
Nikolai Vasílievitx Ogarkov (30 d'octubre de 1917 a Molokovo, prop de Tver - 23 de gener de 1994), Mariscal de la Unió Soviètica el 1977. Entre 1977 i 1984 va ser Cap de l'Estat Major i General de l'URSS. Va arribar a ser àmpliament conegut a Occident quan es va convertir en portaveu dels militars soviètics després que ordenés abatre el Vol 007 de Korean Airlines a l'illa de Moneron, el setembre de 1983. Va ser destituït pel llavors secretari general Konstantín Txernenko i el 1984 per la seva defensa d'un menor inversió en béns de consum, i l'augment de despesa en recerca i desenvolupament d'armes. Va reconèixer que la superioritat dels EUA en tecnologia i informàtica, en la dècada del 1970, estava donant lloc a una "revolució tècnica i militar" (MTR). Això és conegut als Estats Units com la Revolució en Assumptes Militars.